# Локпорт (Нова Шотландія)
Локпорт (англ. Lockeport) — містечко в Канаді, у провінції Нова Шотландія, у складі графства Шелберн.

## Населення
За даними перепису 2016 року, містечко нараховувало 531 особу, показавши скорочення на 9,7%, порівняно з 2011-м роком. Середня густина населення становила 228,2 осіб/км².
З офіційних мов обидвома одночасно володіли 20 жителів, тільки англійською — 505. Усього 5 осіб вважали рідною мовою не одну з офіційних.
Працездатне населення становило 47,7% усього населення, рівень безробіття — 12,2% (13,6% серед чоловіків та 10,5% серед жінок). 90,2% осіб були найманими працівниками, а 7,3% — самозайнятими.
Середній дохід на особу становив $31 122 (медіана $27 861), при цьому для чоловіків — $36 888, а для жінок $25 801 (медіани — $33 984 та $21 408 відповідно).
19,8% мешканців мали закінчену шкільну освіту, не мали закінченої шкільної освіти — 34,9%, 44,2% мали післяшкільну освіту, з яких 18,4% мали диплом бакалавра, або вищий.
| Статево-вікова структура населення | Статево-вікова структура населення | Статево-вікова структура населення | Статево-вікова структура населення | Статево-вікова структура населення |
| ---------------------------------- | ---------------------------------- | ---------------------------------- | ---------------------------------- | ---------------------------------- |
|                                    |                                    |                                    |                                    |                                    |
| Всього                             | Всього                             | 44,8%55,2%                         |                                    |                                    |
| 0 — 14 років                       | 0 — 14 років                       |                                    | 11,2%                              | 11,2%                              |
| 15 — 64 років                      | 15 — 64 років                      |                                    | 53,3%                              | 53,3%                              |
| 65 і більше                        | 65 і більше                        |                                    | 35,5%                              | 35,5%                              |
| 85 і більше                        | 85 і більше                        |                                    | 5,6%                               | 5,6%                               |
| 100 і більше                       | 100 і більше                       |                                    | 0,9%                               | 0,9%                               |
| Середній вік (років)               | Середній вік (років)               | 52,054,8                           | 53,5                               | 53,5                               |
| Медіана (років)                    | Медіана (років)                    | 56,058,8                           | 57,2                               | 57,2                               |
| — чоловіки — жінки                 |                                    |                                    |                                    |                                    |

| Походження мешканців:     | Походження мешканців:     | Походження мешканців: | Походження мешканців: | Походження мешканців: |
| ------------------------- | ------------------------- | --------------------- | --------------------- | --------------------- |
| Походження                |                           |                       | осіб                  | %                     |
| Корінні американці        | Корінні американці        |                       | 60                    | 13.33%                |
| Інше північноамериканське | Інше північноамериканське |                       | 250                   | 55.56%                |
| Європейське               | Європейське               |                       | 290                   | 64.44%                |
| британське                | британське                |                       | 250                   | 55.56%                |
| французьке                | французьке                |                       | 20                    | 4.44%                 |
| Карибське                 | Карибське                 |                       | 10                    | 2.22%                 |
| Азійське                  | Азійське                  |                       | 10                    | 2.22%                 |

| Зайнятість населення за галузями (за класифікацією NOC): | Зайнятість населення за галузями (за класифікацією NOC): | Зайнятість населення за галузями (за класифікацією NOC): | Зайнятість населення за галузями (за класифікацією NOC): | Зайнятість населення за галузями (за класифікацією NOC): |
| -------------------------------------------------------- | -------------------------------------------------------- | -------------------------------------------------------- | -------------------------------------------------------- | -------------------------------------------------------- |
|                                                          |                                                          |                                                          |                                                          |                                                          |
| Управління                                               | Управління                                               |                                                          | 5%                                                       | 5%                                                       |
| Бізнес, фінанси та адміністрування                       | Бізнес, фінанси та адміністрування                       |                                                          | 17,5%                                                    | 17,5%                                                    |
| Охорона здоров'я                                         | Охорона здоров'я                                         |                                                          | 10%                                                      | 10%                                                      |
| Освіта, правозахист, муніципальні та урядові служби      | Освіта, правозахист, муніципальні та урядові служби      |                                                          | 7,5%                                                     | 7,5%                                                     |
| Роздрібна торгівля та послуги                            | Роздрібна торгівля та послуги                            |                                                          | 17,5%                                                    | 17,5%                                                    |
| Гуртова торгівля, транспорт та обладнання                | Гуртова торгівля, транспорт та обладнання                |                                                          | 7,5%                                                     | 7,5%                                                     |
| Природні ресурси, сільське господарство                  | Природні ресурси, сільське господарство                  |                                                          | 15%                                                      | 15%                                                      |
| Виробництво                                              | Виробництво                                              |                                                          | 22,5%                                                    | 22,5%                                                    |

## Клімат
Середня річна температура становить 6,9°C, середня максимальна – 19,6°C, а середня мінімальна – -7,5°C. Середня річна кількість опадів – 1 443 мм.
| Клімат поселення                              | Клімат поселення | Клімат поселення | Клімат поселення | Клімат поселення | Клімат поселення | Клімат поселення | Клімат поселення | Клімат поселення | Клімат поселення | Клімат поселення | Клімат поселення | Клімат поселення | Клімат поселення |
| Показник                                      | Січ.             | Лют.             | Бер.             | Квіт.            | Трав.            | Черв.            | Лип.             | Серп.            | Вер.             | Жовт.            | Лист.            | Груд.            |                  |
| Середній максимум, °C                         | 1,47             | 1,50             | 4,70             | 9,47             | 13,87            | 18,30            | 19,63            | 19,33            | 18,17            | 13,50            | 9,07             | 3,83             |                  |
| Середня температура, °C                       | −3               | −2,9             | 0,27             | 4,97             | 9,40             | 13,83            | 15,70            | 15,37            | 14,20            | 9,53             | 5,10             | −0,13            |                  |
| Середній мінімум, °C                          | −7,47            | −7,37            | −4,2             | 0,50             | 4,93             | 9,40             | 11,73            | 11,37            | 10,23            | 5,57             | 1,17             | −4,07            |                  |
| Норма опадів, мм                              | 144              | 123              | 133              | 121              | 109              | 98               | 97               | 93               | 92               | 115              | 159              | 159              |                  |
| Середньомісячна швидкість вітру, м/с          | 4.30             | 4.30             | 4.40             | 4.30             | 3.80             | 3.70             | 3.30             | 3.30             | 3.73             | 4.30             | 4.40             | 4.50             |                  |
| Середньомісячна сонячна радіація, кДж/м²·день | 5380             | 8524             | 12242            | 15249            | 18167            | 20509            | 20238            | 18173            | 14016            | 9211             | 5513             | 4329             |                  |
| --------------------------------------------- | ---------------- | ---------------- | ---------------- | ---------------- | ---------------- | ---------------- | ---------------- | ---------------- | ---------------- | ---------------- | ---------------- | ---------------- | ---------------- |
| Джерело:                                      |                  |                  |                  |                  |                  |                  |                  |                  |                  |                  |                  |                  |                  |